# Krasne Pole (Głubczyce)
Pour les articles homonymes, voir Krasne Pole.
Krasne Pole est une localité polonaise de la gmina et du powiat de Głubczyce en voïvodie d'Opole.